# 霍顿 (犹他州)
霍顿（英文：Holden），是美国犹他州米勒德县下属的一座城市。建市于 1855年，面积大约为0.54平方英里（1.4平方公里），海拔约为5,102英尺（1,555米）。根据2010年美国人口普查，该市有人口378人。